# Isjakt
Isjakt är en vinddriven, segelförsedd, oftast trehjulingsliknande farkost för transport eller vanligen nöjesåkning över is. Kontakten med isen sker genom skarpslipade metallskenor, medar, vilket ger bra fäste och låg friktion. Det tävlas i isjaktsegling och i Sverige sorterar sporten under Svenska Isseglarförbundet som är medlemmar i Riksidrottsförbundet.

## Historik
Issegling är tidigast avbildat på målningar i Nederländerna från 1600-talet. På målningarna avbildas mindre segelbåtar med medar fastsatta på skrovet. Enligt Nordisk familjebok användes "isbåtar" på sträckor med postrodd. Dessa isbåtar hade tre kölar eller tre medar och mast. Postrodden organiserades på tidigt 1600-tal.

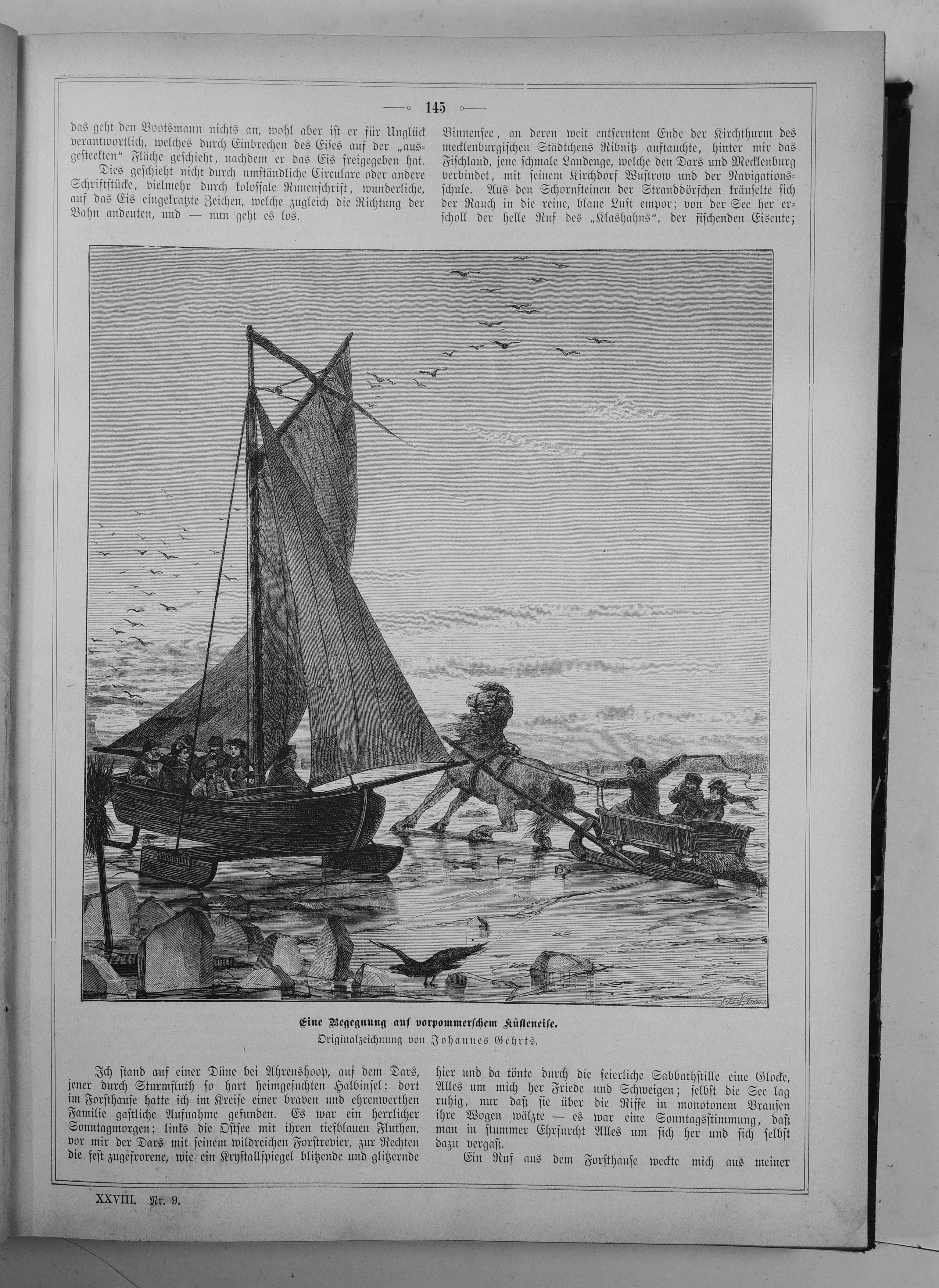
Segelbåt med medar.

Isjaktssegling för nöjes skull tog fart i samband med att nöjessegling med segelbåt blev populärt i USA och Nordeuropa under andra halvan av 1800-talet. Dessa tidiga varianter kallas storjakter och kunde kräva flera personers besättning. Senare utvecklades mindre isjakter inte sällan för hemmasnickare vilka kallas för skeeters. Dessa har sedan utvecklats i material och framdrivningsteknik, där bland annat vingmaster används.

## Hastighetsrekord
Hastighetsrekordet för en isjakt är enligt Guinness rekordbok 230 km/h. Rekordet ska ha satts år 1938 av John D. Buckstaff i storjakten Debutante på sjön Lake Winnebago i Wisconsin i USA. Vindarna uppges ha varit 116 km/h (32 m/s). Rekordet är mycket ifrågasatt och de snabbaste hastigheter som uppmätts med hjälp av radar och GPS är drygt 130 km/h. Dessa hastigheter har mätts upp på isjakter av modellen Skeeter. En Skeeter uppnår dessa hastigheter vid 10 m/s (36 km/h) och går sen inte mycket snabbare även om vindhastigheten stiger.

## Isjaktsklasser

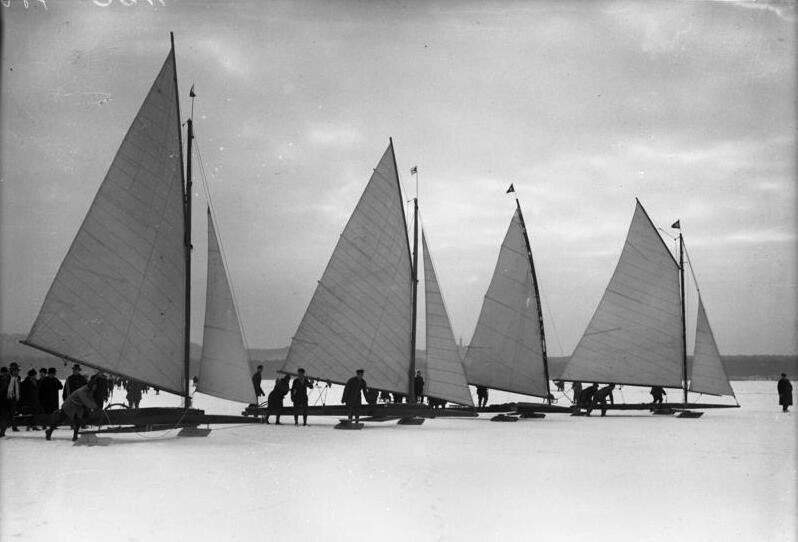
Storjakter.

### Storjakter
De första isjakterna för nöjes- och tävlingssegling tillverkades av de första segelsällskapen runt Östersjön, Nederländerna och i Nordamerika. Isjakterna kallas idag storjakter eller akterstyrda isjakter, de hade en styrmed i aktern och sidmedarna i fören. Inte sällan seglades de med flera personers besättning och passagerare och kunde ha både storsegel och försegel. Storjakterna kunde ha segylytor på 20-60 kvadratmeter.

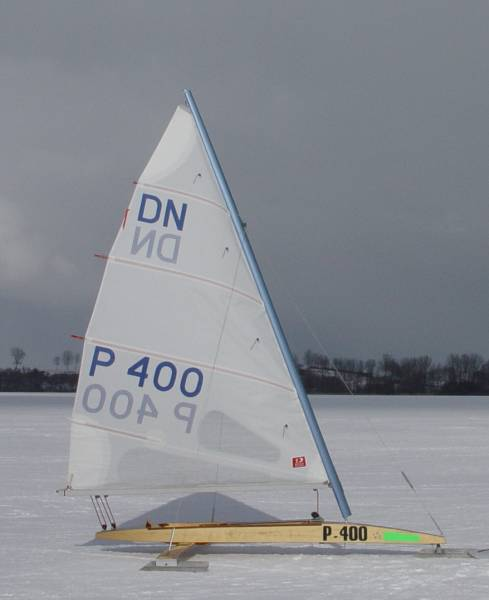
DN-jakt.

### DN-jakt
DN-jakten är en enmansjakt med styrmeden placerad i fören. Internationellt är den till antalet isjakter och seglare största isjaktsklassen. DN står för Detroit News, vilket är en dagstidning från Detroit i Michigan i USA. År 1953 grundas International DN Ice Yacht Racing Association, IDNIYRA, som organiserar isjaktseglingen för DN-jakter. Klassen styrs av mätregler och är en stor tävlingsklass, till exempel körs världsmästerskap och europamästerskap varje år och världsmästerskapen arrangeras alternerande mellan Europa och Nordamerika vartannat år.

#### DN-jaktens historik
Detroit News hade en modellverkstad och föreståndaren för denna, Archie Arroll, startade en studiecirkel tillsammans med isjaktsseglarna Joseph Lodge och Norman Jarrait. Föresatsen var att göra en billig och seglingsduglig isjakt för hemmabyggaren som enkelt kunde transporteras med bil till isarna. Det var Joseph Lodge som förespråkade att placera styrmeden i fören, det var annars vanligt att placera denna i aktern, särskilt på storjakterna. Under de tre konstruktörernas överinseende byggde femtio stycken cirkeldeltagare en modell som döptes till Blue Streak 60. Siffran stod för segelytan som var 60 kvadratfot, det vill säga 5.6 kvadratmeter. Kommande säsonger fortsatte cirkelbyggandet och konstruktionen förbättrades. Namnet ändrades till DN-jakt eftersom tidningen sponsrade konstruktionen. Enligt vissa uppgifter var designen den vinnande konstruktionen i en tävling utlyst av tidningen.

#### Översiktliga klassregler[8]
- Segelyta: 60 kvadratfot (5.6 m2)
- Längd: 12 fot (3.7 m)
- Skrovbredd: 21 tum (0.5 m)
- Mastlängd: 16 fot (4.9 m)
- Spårvidd: 8 fot (2.4 m)
- Antal medar: 3 (1 styrmed i fören, 2 sidmedar)

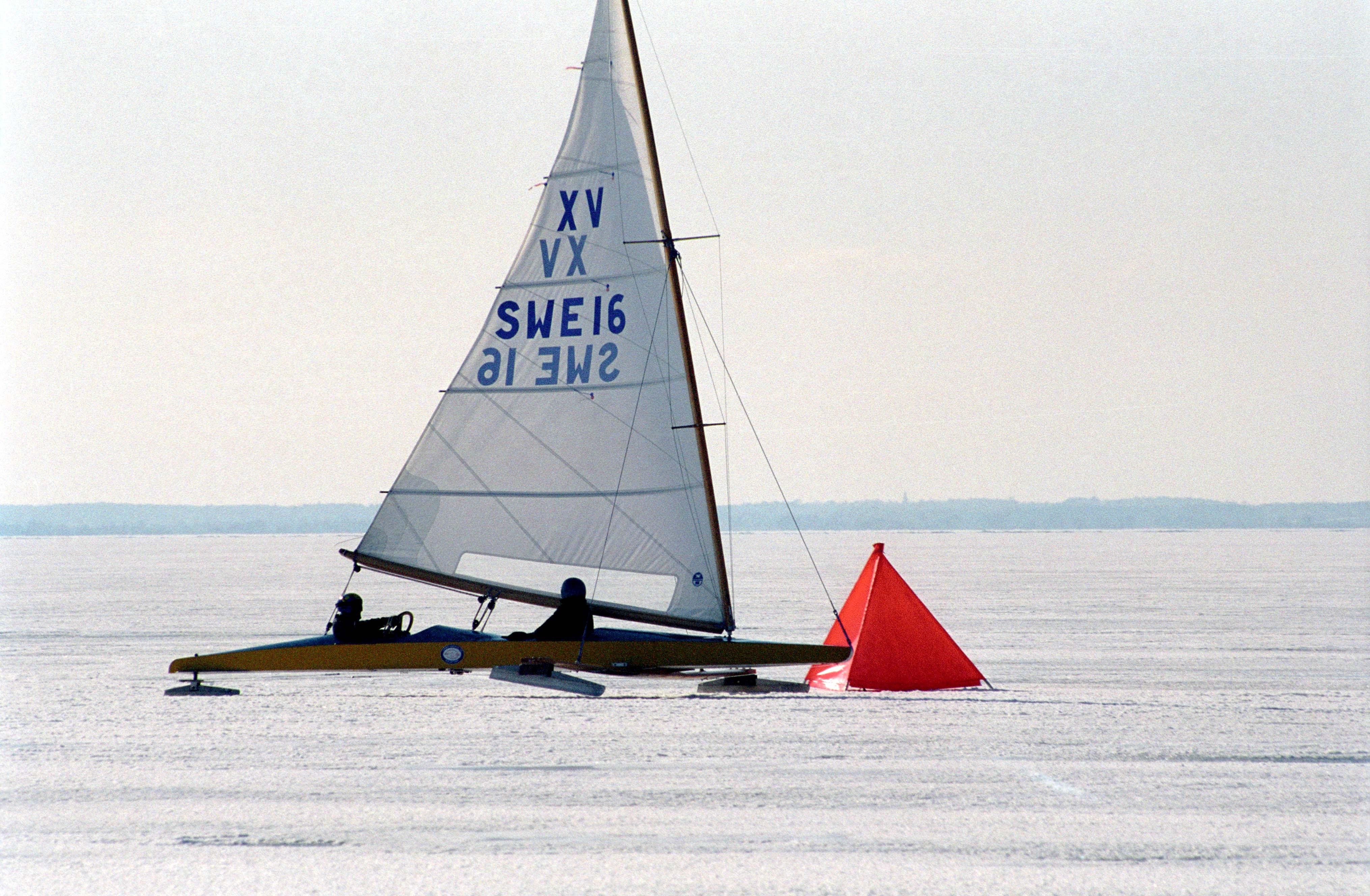
XV-jakt.

- Skrov: trä
- Typisk vikt: 60–90 kg

### XV-jakt
En större isjakt är XV-jakten (uttalas femtonjakt) med två mans besättning, skotare & styrman. Denna klass är ritad av den legendariske isjaktskonstruktören Erik von Holst i Estland 1932. EM anordnades flera gånger på 1930-talet, men 2:a världskriget satte sedan stopp för kontakterna mellan seglarna. XV-jakten kom till Sverige för första gången 1935. 1993 bildades ett nytt internationellt klassförbund (IM-XVIYRA) och sedan dess anordnas EM varje år. Ledande länder är Estland, Ryssland & Sverige. Klassen finns i Sverige, Ryssland, Estland, Lettland, Polen, Nederländerna, Finland och Tyskland.

### X-jakt
X-jakten (uttalas tiojakt) ritades år 1943 av Oskar Plym på uppdrag av Stockholms Isjaktklubb. X-jakten har stora likheter med XV-jakten men är mindre, enklare att bygga och rakare linjer. Omkring 22 st X-jakter byggdes på några få år. Segelytan är 10 m2. Konstruktören är son till August Plym som drev Neglingevarvet.

### Class III-jakt
Class III-jakten har sitt ursprung i landseglingen i mellaneuropa. Landsegling innebär segling med hjul på stränder och torkade sjöbottnar. Tävlingsklasserna för landjakter är indelade i numrerade klasser bland annat beroende på segelytans storlek och jakternas längd och bredd. Class III-isjakten utvecklades i Sverige när landjakter av Class III konverterades för issegling. Dessa hade 7,35 kvadratmeters segelyta och längd på drygt 5 meter. Konverteringen gjordes av svenskarna Lars Meijer och Jan Eldh år 1991. Klassen är framförallt spridd i Sverige och det finns ett knappt hundratal isjakter byggda. Isjakterna kan använda samma rigg som landjakterna med en vingmast eller en omgjord DN-rigg. Vingmasten innebär att mastens yta utnyttjas för framdrivning och räknas in i segelytan. Normalt utgör den en kvadratmeter av segelytan. DN-riggen ger en behagligare segling i byiga vindar. Förändringar som har skett i klassen har följt landseglingen för att kunna använda utrustning från denna.

#### Översiktliga klassregler
- Spårvidd: Max 3,5 m mellan medarnas eggar
- Medbas: Max 5,25 m mellan medbultarna
- Segelyta: Max 7,35 m² inkl mast och bom

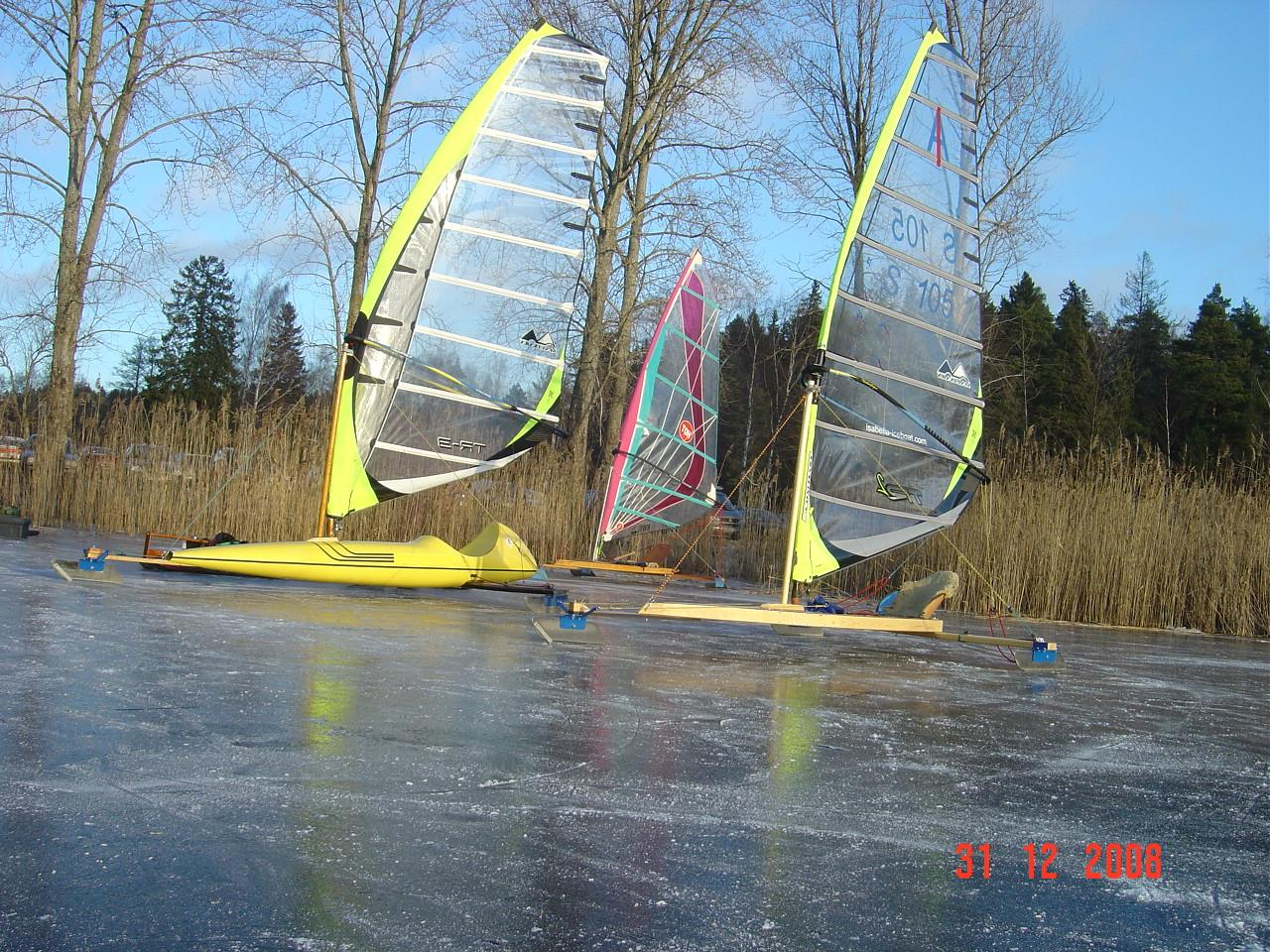
Isabellor, inklusive en MKII.

- Masthöjd: Max 6,10 m
- Minimivikt: 100 kg
- Störtbåge: 100 mm över hjälm

### Isabella
Isabella är en konstruktionsklass, vilket innebär att isjakterna är mer eller mindre olika. Gemensamt är att de är tänkta att riggas med vindsurfningsrigg och har samma medar och medbeslag. Konstruktionsklassen skapades av Bernd Stümer som laddade upp kompletta ritningar på en hemsida men även sålde medar och beslag. På hemsidan delade Bernd Stümer med sig av sina erfarenheter och spred andra konstruktörers lösningar för att utveckla klassen. All utveckling av isabellajakterna sker enligt KISS-principen, akronym för engelska Keep It Simple Stupid, ungefär Det ska vara enkelt, dummer och målsättnignen var att hålla ett lågt pris och utnyttja en billig rigg.
Den enklaste isabellamodellen består av bara två reglar i kors. Den utvecklades med stagbrädor så att regelverket liknar ett A och kallas Isabella Classic. Idag byggs de flesta som en trekantig låda fylld med flytmaterial, till exempel frigolit och finns i de två varianterna Isabella Isbox och Isabella TAPO.
Det finns även en modell med skrov tillverkat i glasfiberarmerad plast. Skrovet tillsammans med isabellajaktens medar och beslag saluförs under namnet Isabella MKII. Konstruktören Bernd Stümer har inget med den modellen att göra och menar att den avviker från hela konceptet med isabellaisjakt.
Under 2008 bildades en klassförening för Isabella isjakter, Svenska Isabella Föreningen, som är ansluten till Svenska Isseglarförbundet och Riksidrottsförbundet. Det skapades även en klassregel vilket möjliggör tävling med Isabella isjakter, något som konstruktören också tagit avstånd ifrån. Klassregeln är väldigt enkelt utformad för att så många som möjligt av de 1 500 - 2 000 tillverkade isabellajakterna skall kunna delta.
En Isabella MKll (plastskrov) har seglat i 109,65 km/h på Mysingen 2012, och en Isabella isbox (träskrov) har seglat i 105 km/h dagen före orkanen Gudrun 2005.[källa behövs]

### Issurf
Issurf är en kombination av isjakt, vindsurfing och skateboard. Den består av vindsurfningsrigg monterad längst fram på en förstorad skateboard där hjulupphängningen truckarna eventuellt är breddade och hjulen ersatta med medar. Issurfningsbrädan seglas som en vindsurfningsbräda.

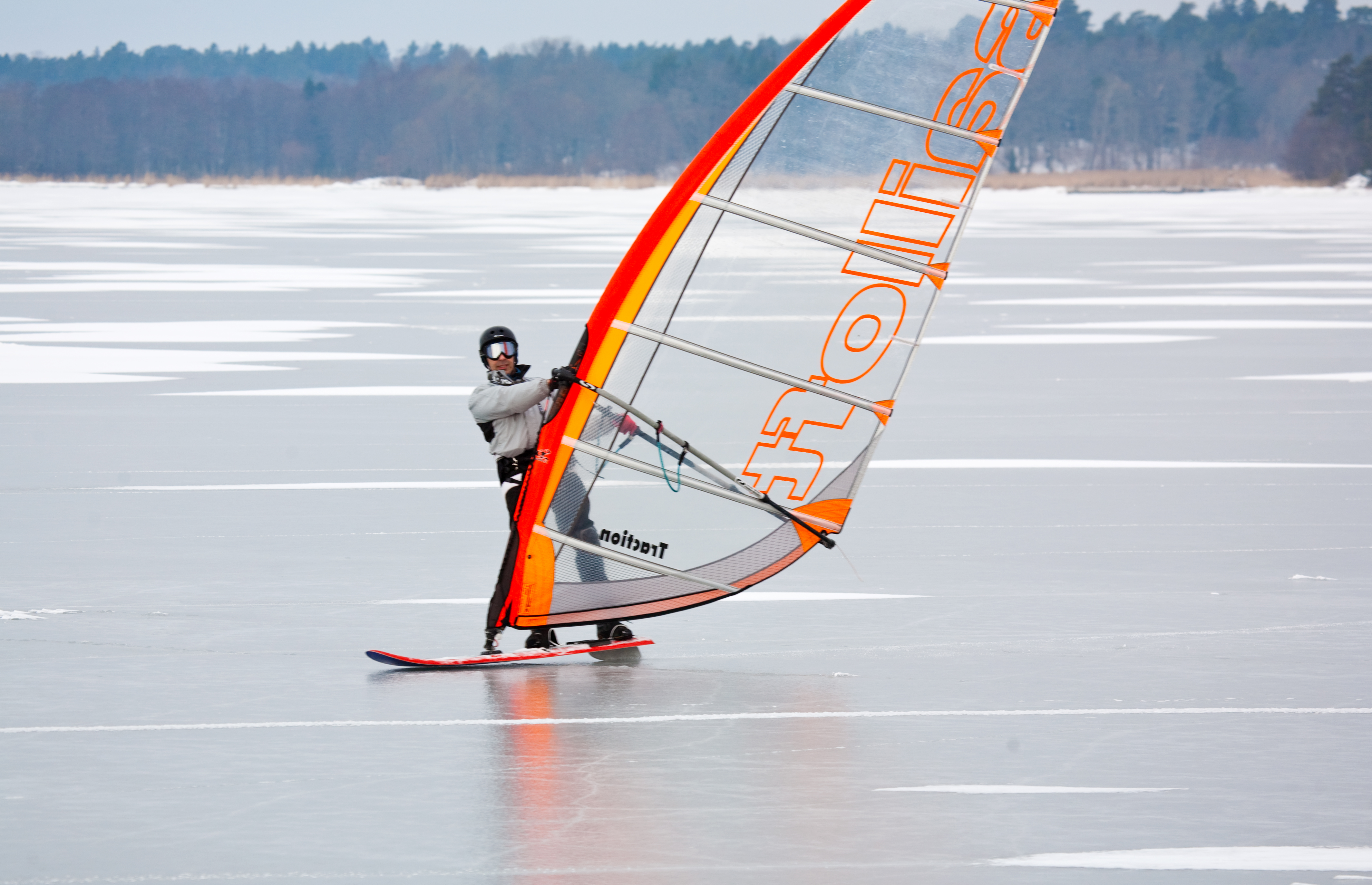
Issurfing utanför Stockholm 2011